# Ognica rogata
Ognica rogata, skrzydlica rogata (Pterois antennata) – gatunek morskiej ryby z rodziny skorpenowatych występujący w pobliżu Australii, Mikronezji, Japonii i wschodnich wybrzeży Afryki.

## Wygląd
Średniej wielkości ryba o długości ciała do 20 cm, ubarwienie brązowo-czerwonawe, poprzecinane jasnymi pasami. Z jej płetw wyrastają liczne promienie. Kolce płetwy grzbietowej są połączone z gruczołami jadowymi. Cechą charakterystyczną są dwa "rogi" znajdujące się nad oczami.

## Biotop
Żyje w okolicach raf koralowych przy skalistym dnie, na głębokości do 50 m.

## Pożywienie
Skorupiaki. Poluje nocą.